# Anders Andersson i Solvestad
Anders Andersson (i riksdagen kallad Andersson i Solvestad), född 24 januari 1780 i Hannäs socken, död 4 september 1844 i Hannäs socken, var en svensk riksdagsman i bondeståndet.
Andersson företrädde Norra och Södra Tjusts härader av Kalmar län vid riksdagen 1823. Han var ledamot i opinionsnämnden.